# Пинежская волость
Пинежская волость — административно-территориальная единица в составе Пинежского уезда и Архангельского уезда Архангельской губернии, существовавшая с 1924 по 1929 года. Центром волости была Пинега.

## География
Волость занимала северную часть Пинежского уезда.

## История
Декретом ВЦИК от 9 июня 1924 в Пинежском уезде образованы четыре укрупненные волости: Карпогорская, Пинежская, Сурская и Труфаногорская. Пинежская волость объединила волости Завражскую, Леуновскую, Подборскую, Юрольскую. Декретом ВЦИК от 6 июня 1925 Пинега как город была упразднена, получив статус села. В 1927 году к Пинежской волости присоединена территория упраздненной Труфаногорской волости. Постановлением президиума ВЦИК от 7 февраля 1927 в состав Архангельского уезда передана территория упраздненного Пинежского уезда, в том числе и Пинежская волость. В 1929 году территория волости преобразована в Пинежский район.

## Состав волости
Пинежская волость состояла из семи сельских обществ: Вонгское, Завражское, Кулойское, Леуновское, Пильегорское, Сояльское и Юрольское.